# Mansfield Smith-Cumming

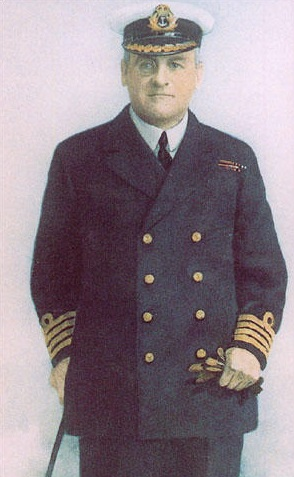
Sir Mansfield George Smith-Cumming ergens in de beginjaren van de Britse SIS

Kapitein-ter-zee Sir Mansfield George Smith-Cumming KCMG CB (Londen, 1 april 1859 – Londen, 14 juni 1923) was de oprichter en eerste directeur van de Britse Secret Intelligence Service (SIS), ook bekend als MI6.
Cumming begon zijn carrière al jong bij de Royal Navy. Na een opleiding aan de Britannia Royal Naval College werd hij geplaatst op de HMS Bellerophon en als twaalfjarige werd hij benoemd als waarnemend sub-luitenant. In de jaren die volgden vocht hij tegen piraten in Zuidoost Azië en in Egypte. Doordat hij steeds meer last kreeg van zeeziekte werd hij overgeplaatst naar Bursledon om te dienen in de verdediging van de waterwegen. In 1889 trouwde hij met Leslie Marian Valiant-Cumming waarna hij de achternaam Cumming aan zijn naam toevoegde.
In 1909 werd, vanwege toenemende oorlogsdreiging met Duitsland, de SIS opgericht met Cumming als hoofd. Voorafgaand aan de Eerste Wereldoorlog werkte hij veel samen met Sidney Reilly.
Als directeur was hij een markante persoonlijkheid die graag samenwerkte met excentrieke mensen. Zijn auto beschikte over een nummerbord dat aangaf dat hij nooit door de politie aangehouden mocht worden waardoor hij naar hartenlust overtredingen mocht begaan. Tijdens sollicitatiegesprekken had hij de gewoonte om opeens nonchalant een mes in zijn houten been te steken en de reactie van de sollicitant te peilen. Hij ondertekende memo's met de letter C, in groene inkt, wat een traditie werd bij alle latere hoofden van de dienst.
- Gemeinsame Normdatei: 12246592X
- International Standard Name Identifier: 0000 0000 4247 036X
- Library of Congress Control Number: no00006719
- Nationale Bibliotheek van Israël: 987007444266705171
- SNAC: w6xk8mph
- Système universitaire de documentation: 120056208
- Virtual International Authority File: 3354690
- WorldCat: E39PBJkMJr9qM3TYdMFjFXK68C